# ブラッド・グレン
ブラッドリー・エドワード・グレン（Bradley Edward Glenn, 1987年4月2日 - ）は、アメリカ合衆国・ジョージア州ポーク郡シダータウン出身の元プロ野球選手（外野手）。右投右打。

## 経歴
2008年、MLBドラフト17巡目（全体514位）でオークランドアスレチックスから指名されたが、契約に至らなかった。
2009年、MLBドラフト23巡目（全体700位）でトロント・ブルージェイズから指名され、6月14日に契約。A-級オーバーン・ダブルデイズで64試合に出場し、8本塁打38打点4盗塁、打率.221だった。
2010年はA級ランシング・ラグナッツで109試合に出場し、17本塁打69打点14盗塁、打率.271だった。
2011年はA+級ダニーデン・ブルージェイズで111試合に出場し、26本塁打80打点、打率.263だった。
2012年はAA級ニューハンプシャー・フィッシャーキャッツで112試合に出場し、19本塁打63打点8盗塁、打率.239だった。
2013年はAA級ニューハンプシャーで111試合に出場し、17本塁打69打点2盗塁、打率.334だった。8月にAAA級バッファロー・バイソンズへ昇格。18試合に出場し、5本塁打10打点、打率.246だった。
2014年はAA級ニューハンプシャーで36試合に出場後、5月にAAA級バッファローへ昇格。AAA級では30試合に出場し、4本塁打22打点、打率.381と活躍。6月25日にブルージェイズとメジャー契約を結び、6月27日のシカゴ・ホワイトソックス戦でメジャーデビュー。5番・右翼で先発起用されたが、3打数無安打1三振に終わった。その後も無安打が続いたが、7月5日のオークランド・アスレチックス戦で、スコット・カズミアーからメジャー初安打となる内野安打を放った。6試合の出場で15打数1安打5三振、打率は.067と結果を残せず、7月7日に40人枠を外れ、AAA級バッファローへ降格した。
2015年はAAA級バッファローで63試合に出場し、打率.239、5本塁打、34打点の成績を残したが、11月6日にFAとなった。